# TT Большого Пса
TT Большого Пса (лат. TT Canis Majoris) — одиночная переменная звезда в созвездии Большого Пса на расстоянии (вычисленном из значения параллакса) приблизительно 2080 световых лет (около 638 парсеков) от Солнца. Видимая звёздная величина звезды — от более +15,5m до +10,7m.

## Характеристики
TT Большого Пса — красная пульсирующая переменная S-звезда, мирида (M) спектрального класса S.